# Real (álbum de L'Arc~en~Ciel)
REAL es el título del octavo álbum de estudio de L'Arc~en~Ciel y el último antes de tomarse un descanso como banda. Como casi todos sus discos, alcanzó el puesto número #1 en el Oricon Chart logrando vender más de un millón de copias. 
Está compuesto por 11 canciones y entre ellas 4 singles: LOVE FLIES, NEO UNIVERSE / finale (un doble a-side) y STAY AWAY. 

## Lista de canciones
| #   | Título                                 | Compuesta por:                                                       |
| --- | -------------------------------------- | -------------------------------------------------------------------- |
| 1.  | get out from the shell -asian version- | hyde (letra) yukihiro (música) L'Arc~en~Ciel (arreglos)              |
| 2.  | THE NEPENTHES                          | hyde (letra) ken (música) L'Arc~en~Ciel y Hajime Okano (arreglos)    |
| 3.  | NEO UNIVERSE                           | hyde (letra) ken (música)L'Arc~en~Ciel y Hajime Okano (arreglos)     |
| 4.  | bravery                                | tetsu (letra) tetsu (música) L'Arc~en~Ciel y Hajime Okano (arreglos) |
| 5.  | LOVE FLIES                             | hyde (letra) ken (música) L'Arc~en~Ciel y Hajime Okano (arreglos)    |
| 6.  | finale                                 | hyde (letra) tetsu (música) L'Arc~en~Ciel y Hajime Okano (arreglos)  |
| 7.  | STAY AWAY                              | hyde (letra) tetsu (música) L'Arc~en~Ciel y Hajime Okano (arreglos)  |
| 8.  | ROUTE 666                              | hyde (letra y música) L'Arc~en~Ciel y Hajime Okano (arreglos)        |
| 9.  | TIME SLIP                              | hyde (letra) ken (música) L'Arc~en~Ciel y Chokkaku (arreglos)        |
| 10. | a silent letter                        | hyde (letra) ken (música) L'Arc~en~Ciel y Hajime Okano (arreglos)    |
| 11. | ALL YEAR AROUND FALLING IN LOVE        | hyde (letra y música) L'Arc~en~Ciel y Hajime Okano (arreglos)        |

## Vídeos promocionales
- L'Arc~en~Ciel - LOVE FLIES
- L'Arc~en~Ciel - NEO UNIVERSE
- L'Arc~en~Ciel - finale
- L'Arc~en~Ciel - STAY AWAY

- Datos: Q2702719